# Pierre-Louis Cadre
Pour les articles homonymes, voir Cadre.
Pierre-Louis Cadre né à Pontivy le 24 mars 1884 et mort à Bangor à Belle-Île-en-Mer le 6 juin 1972 est un peintre français.

## Biographie
Fils d'un tailleur, et d'une mère modiste, Pierre-Louis Cadre voit le jour au 30, rue Nationale à Pontivy.  Orphelin en 1899, il sera élevé par son oncle Maxime, maire de Pontivy pendant la Première Guerre mondiale. Il fait ses études au lycée Joseph Loth de Pontivy puis, talentueux en dessin, il obtient en 1903 une bourse provenant du legs Job-er-Gho qui va lui permettre d'entrer à l'École des beaux-arts de Paris. Après des débuts difficiles dans la capitale, il rentre à Pontivy. La Première Guerre mondiale le tient éloigné de chez lui. À son retour en 1920, il s'installe à Bangor (Belle-Île-en-Mer) et partage son temps entre ce lieu et Pontivy. Il réalise de nombreux tableaux sur la Bretagne et les Bretons, et réalise des commandes publiques de décors muraux.
Membre de la Société nationale des beaux-arts, il expose au Salon des artistes français de 1929 les toiles Le Porthos, Bigoudennes et Radense.

## Œuvres
Parmi les nombreux décors muraux réalisés par Pierre Cadre peu ont résisté au temps, victimes de la guerre, des incendies, naufrage.
- Belle-Île-en-Mer, Café du Port.
- Lorient, hall de la chambre de commerce et d'industrie : Le Débarquement de Madame de Sévigné à Lorient en 1689, 1931.
- Pontivy :
  - cinéma Rex : peintures murales, 1934, environ 70 m2, représentent une rétrospective des costumes bretons du pays de Pontivy, notamment Guémené, Baud, Pluméliau, Saint-Thuriau, etc., avec des scènes empruntées à la région et typiques de la Bretagne, comme des récoltes, pardons, kermesses, noces, fêtes champêtres. Le décor se déploie sur dix panneaux, cinq sur le mur sud, et cinq sur le mur nord, ainsi qu'une fine bandelette verticale près de la tribune, sur le mur sud. Il y a représenté ses amis Pierre Ollivier au biniou et Michel Masson à la bombarde, tous deux sonneurs attitrés du groupe des Moutons blancs, œuvre  Inscrit MH (1988).
  - collections municipales :
    - Place du Martray,  Inscrit MH (1991) ;
    - Marine,  Inscrit MH (1991) ;
    - Le Pardon de la sainte Noyale,  Inscrit MH (1991) ;
    - Pardon,  Inscrit MH (1991).

  - école des jeunes filles, réfectoire : peinture murale, 1912-1913.
  - mairie, salle du conseil : Pontivy vous est conté, 1964.
- Quiberon, Grand Hôtel Penthièvre.
- Vannes, La Poste.